# Minopolagač
Minopolagač je ratni brod sagrađen i opremljen u svrhu polaganja morskih mina u more.
Minopolagači se razlikuju oblikom i dizajnom, tako da mogu imati samo nekoliko stotina tona i skoro nikakvo pomoćno naoružanje, ali i izgledom i naoružanjem biti skoro istovjetni razaraču.
Američka mornarica je tako razvila i posebnu podmornicu-minopologač. Danas, pak, morske mine često polažu u tu svrhu posebno opremljeni avioni i helikopteri.
Najpoznatiji, a možda i najvažniji minopolagač u povijesti je turski Nusret, čije su mine 18. ožujka 1915. potopile dva britanska i jedan francuski bojni brod, te tako u početku poremetile planove Antante u dardanelskoj operaciji, imajući tako bitnu ulogu za dalji tijek Prvog svjetskog rata.
Također, prvoj hrvatskoj diverzantskoj podmornici Velebit, jedna od namjena bila je i polaganje mina.

## Vanjske poveznice
- Minopolagač Hrvatska tehnička enciklopedija, portal hrvatske tehničke baštine. LZMK